# Klášter Dealu
Klášter Dealu (rumunsky: Mănăstirea Dealu) je pravoslavný klášter postavený v 15. století, nacházející se v župě Dâmbovița, šest kilometrů severně od města Târgoviște. Kostel kláštera je zasvěcen svatému Mikuláši.
Jsou zde uloženy ostatky několika vládců Valašska. Například je zde pohřbena hlava Michala Chrabrého, sjednotitele Valašska, Moldávie a Sedmihradska, který uzavřel koalici s Habsburky a smluvně uznal za svého vládce císaře Rudolfa II. Za to mu bylo garantováno dědičné právo vlády ve Valašsku a autonomní status knížectví. Smlouva nabyla platnosti v červenci 1598, kdy v tomto klášteře složil slib věrnosti k rukám zástupce Rudolfa II.

## Galerie

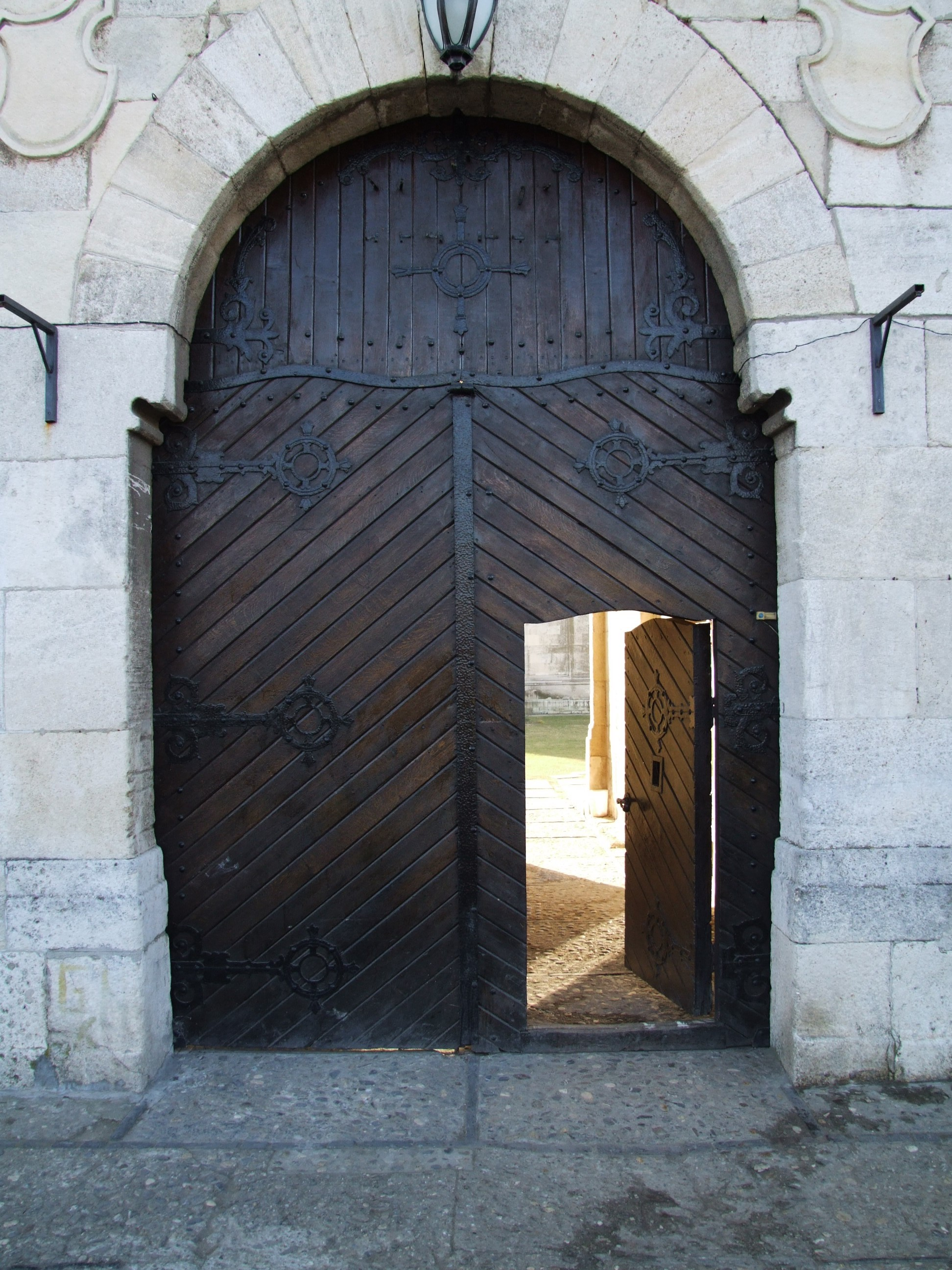
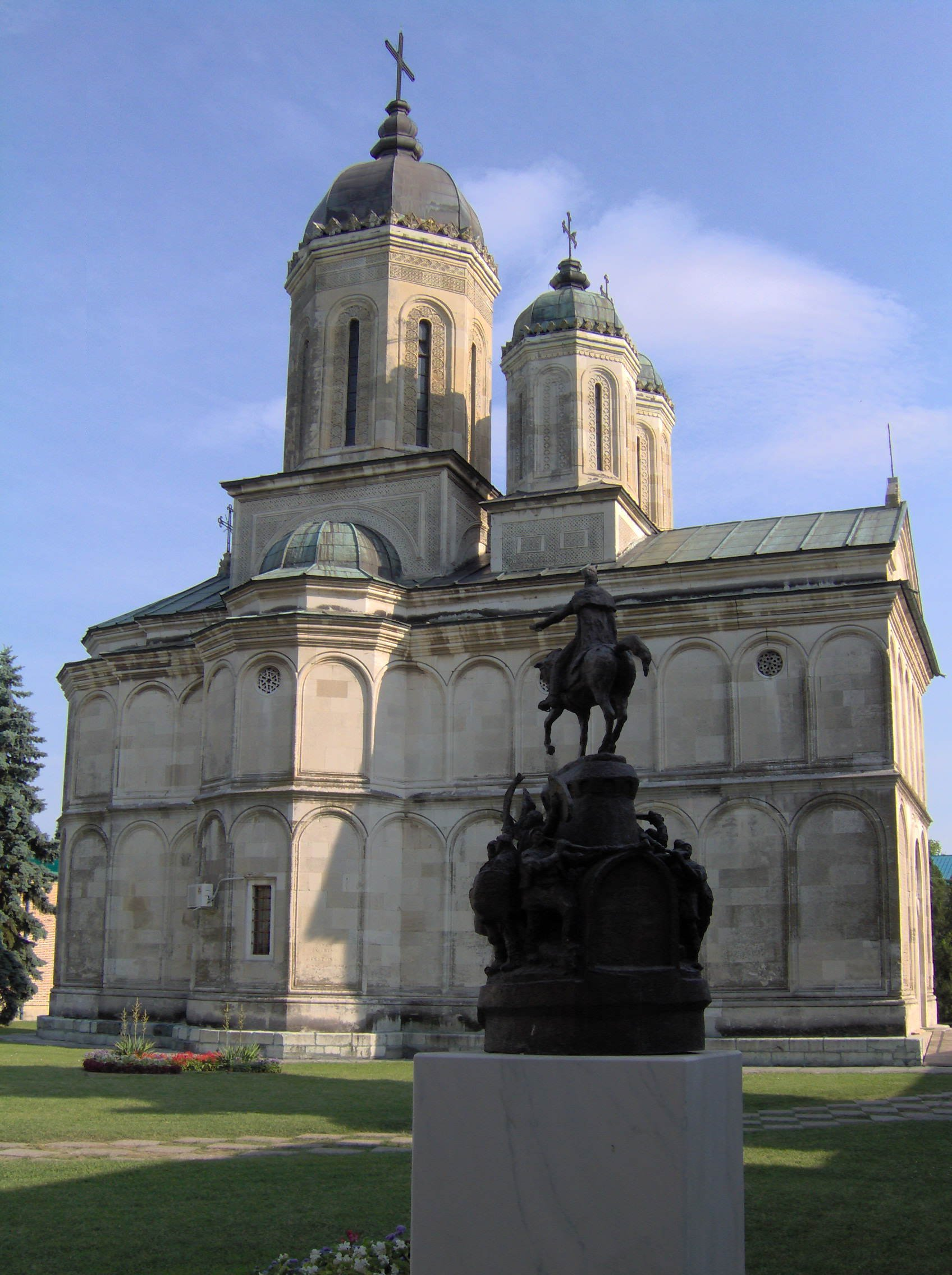
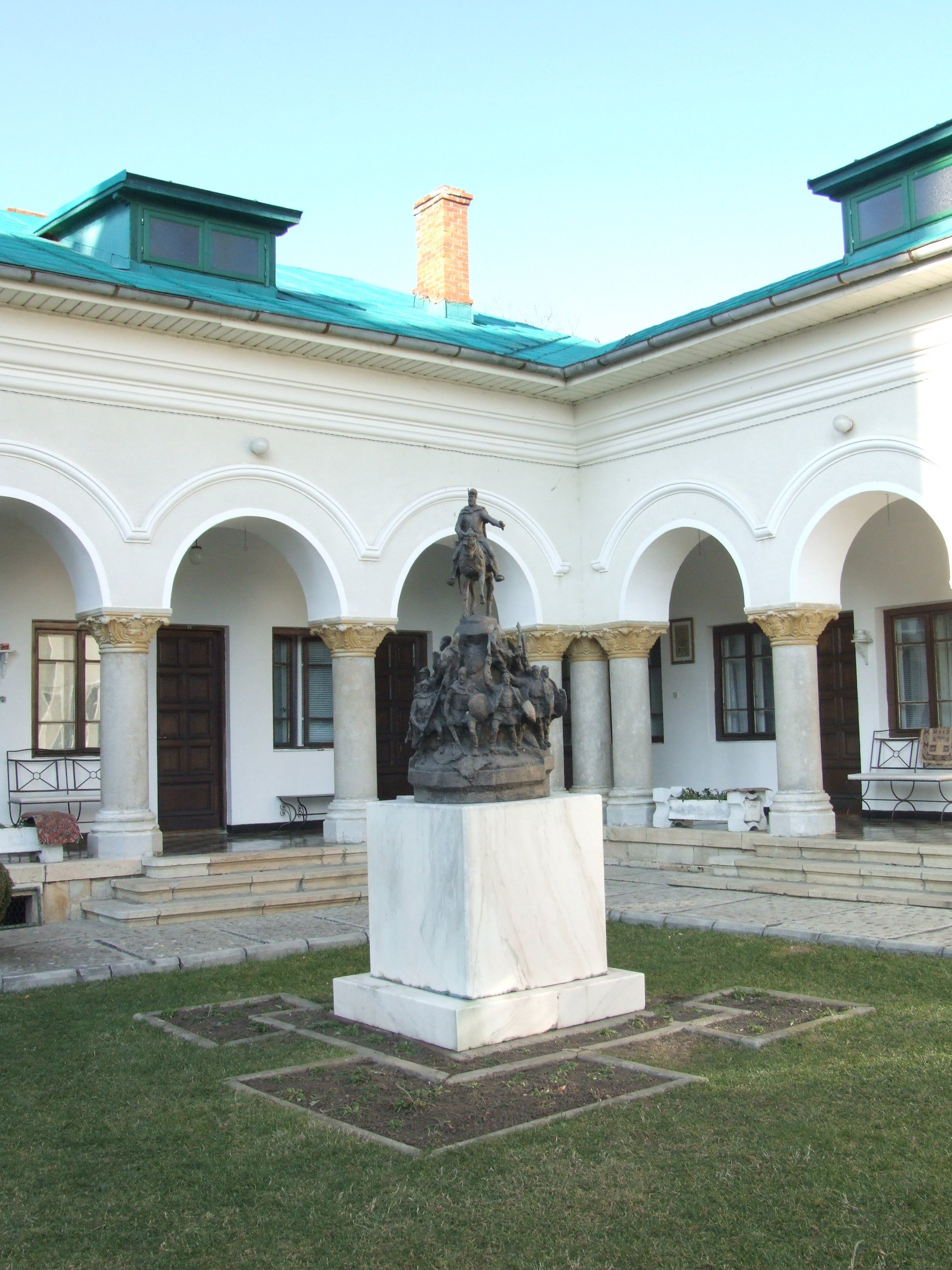
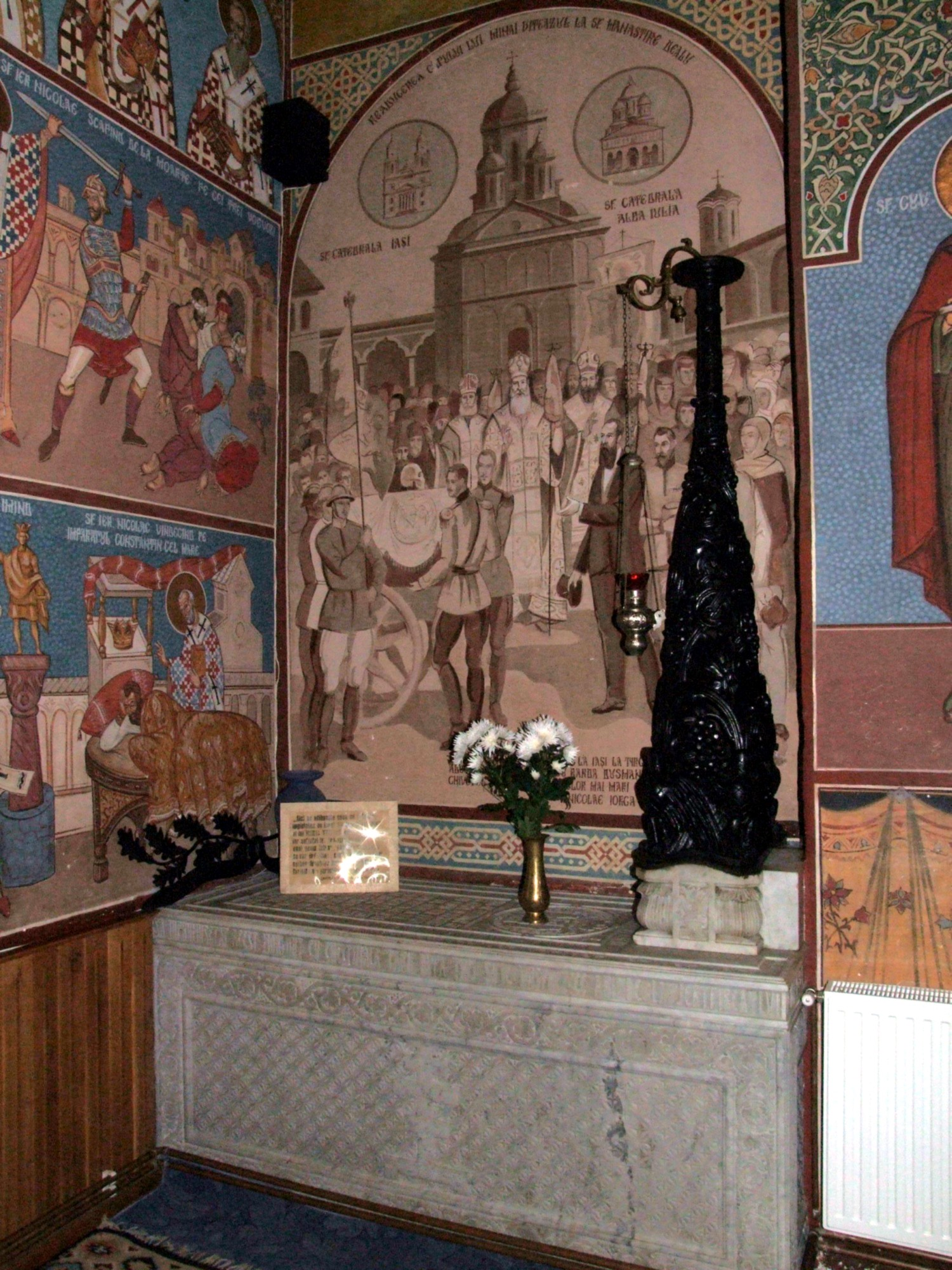